# Особняк Ковалёва (Кунгур)
Особняк Ковалева (городской банк) находится в городе Кунгуре на Советской улице.
Архитектурный ансамбль особняка, принадлежавшего И. Т. Ковалёву, представляет собой двухэтажный полукаменный дом с флигелем на углу улиц Благовещенской и Успенской (ныне ул. Советская, 20). Он был построен в 1850 г. Богатый декор ансамбля передает дух стиля. Первый этаж выполнен в виде аркады с элементами декоративного убранства, характерными для XVII века. Второй этаж сделан как стена с тесно проставленными проемами окон. Окна обрамлены сильно выступающими наличниками в виде колонок с двумя арочками, сходящимися на «замке» окна.